# Constantin Macherel
 (mars 2025).
Constantin Macherel, né à Lausanne le 18 juin 1991, est un violoncelliste et compositeur suisse.

## Biographie
Constantin Macherel naît le 18 juin 1991 à Lausanne, dans le canton de Vaud. Son père est hautboïste ; sa mère, violoncelliste.
Il commence l’étude du violoncelle à l’âge de six ans. Il accède rapidement au Conservatoire de Lausanne dans les classes de violoncelle de Marc Järmann et ensuite de Susan Rybicki-Varga, où il obtient son Bachelor en 2012. Il s'installe ensuite à Bâle où il étudie avec Ivan Monighetti à l' Académie de musique de la ville de Bâle (de) ; il y obtient son Master Performance en 2014,.
Durant sa carrière, il se produit autant en soliste qu'en musique de chambre, en Suisse et en Europe,. Il joue lors d'évènements tels que Cully Classique, Ensemble en Scène, Musique et Prodige, le Week-end musical de Pully, Festival Tibor Varga et Celloclassics.[réf. nécessaire]
Constantin Macherel fait également de la composition musicale. Il écrit ses premières pièces en 2005. Il a l'occasion d'étudier ce domaine avec des compositeurs tels que William Blank, Georg Friedrich Haas et Caspar Johannes Walter. Il écrit des pièces pour instrument solo, duo, en quatuor ou ensemble orchestral. Il joue un violoncelle historique anglais de Joseph Hill I daté de 1765 environ.

## Distinctions
En novembre 2012, il remporte le 1er prix du Schweizer Solisten-Vorspiel et en 2013 il est lauréat de la bourse de la Fondation Leenaards. En 2018, il remporte le 2e prix du Rahn Musikpreis für Streicher et en 2019, il gagne un prix spécial au « Klaipeda International Cello Competition ».

## Discographie
En 2019, il publie son premier disque chez Claves, avec l'orchestre de chambre britannique London Mozart Players sur des compositions de Boccherini, Franchomme, Rossini et Servais, : il reçoit un accueil positif par la critique internationale et le magazine Diapason lui attribue cinq Diapason.